# Club Natació Banyoles
El Club Natació Banyoles fou fundat el 30 de desembre de l'any 1925 i és la primera entitat social i esportiva de la Comarca del Pla de l'Estany. Ramon Alsius Malagelada en va ser un dels membres fundadors i dissenyà l'escut del club juntament amb el seu germà Joan. Actualment compta amb més de 10.000 associats. Les modalitats esportives que es practiquen avui dia són la natació, el caiac polo, el rem, el piragüisme, el waterpolo, el triatló, l'atletisme, el salvament i socorrisme, comptant amb més de 500 esportistes federats.